# Angelo Ogbonna
Angelo Obinze Ogbonna (nascut el 23 de maig de 1988) és un futbolista professional italià d'ascendència nigeriana que juga com a defensa central amb el West Ham FC i la selecció nacional italiana.